# Amstel Gold Race 1989
La 24ª edición de la Amstel Gold Race se disputó el 22 de abril de 1989 en la provincia de Limburg (Países Bajos). La carrera constó de una longitud total de 242 km, entre Heerlen y Meerssen.
El vencedor fue el belga Eric van Lancker (Panasonic-Isostar) fue el vencedor de esta edición al imponerse en solitario en la meta de Meerssen. El también belga Claude Criquielion (Hitachi) y el canadiense Steve Bauer (Helvetia-La Suisse) fueron segundo y tercero respectivamente. 

## Clasificación final
| Pos. | Ciclista           | Equipo                | Tiempo     |
| ---- | ------------------ | --------------------- | ---------- |
| 1    | Eric van Lancker   | Panasonic-Isostar     | 5h 59' 49" |
| 2    | Claude Criquielion | Hitachi               | + 19"      |
| 3    | Steve Bauer        | Helvetia-La Suisse    | m. t.      |
| 4    | Nico Verhoeven     | PDM                   | + 20"      |
| 5    | Mauro Gianetti     | Helvetia-La Suisse    | + 22"      |
| 6    | Per Pedersen       | R.M.O.                | + 1' 45"   |
| 7    | Marc Madiot        | Toshiba               | m. t.      |
| 8    | Jef Lieckens       | Hitachi               | + 1' 47"   |
| 9    | Eddy Planckaert    | AD Renting            | m. t.      |
| 10   | Adri van der Poel  | Domex-Weinmann-Merckx | m. t.      |